# خوليو ألفاريز
خوليو ألفاريز (بالإسبانية: Julio Álvarez Mosquera) (مواليد 1 مايو 1981 في كاراكاس - فنزويلا) لاعب كرة قدم فنزويلي يلعب حاليا لصالح نادي الدرجة الأولى ريال مايوركا الإسباني منذ 2009 في مركز الوسط المهاجم كما يجيد اللعب في مركز الجناح الأيمن والمهاجم .

## روابط خارجية
- خوليو ألفاريز على موقع الاتحاد الدولي (مؤرشف)  (الإنجليزية)
- خوليو ألفاريز على موقع قاعدة بيانات كرة القدم.إي يو (الإنجليزية)
- خوليو ألفاريز على موقع ناشيونال فوتبول تيمز (الإنجليزية)
- خوليو ألفاريز على موقع Soccerway.com (الإنجليزية)
- خوليو ألفاريز على موقع AS.com (الإسبانية)